# Ozieri
Ozieri is een gemeente in de Italiaanse provincie Sassari (regio Sardinië) en telt 11.257 inwoners (31-12-2004). De oppervlakte bedraagt 252,4 km², de bevolkingsdichtheid is 45 inwoners per km².
De volgende frazioni maken deel uit van de gemeente: Chilivani, San Nicola.

## Demografie
Ozieri telt ongeveer 4016 huishoudens. Het aantal inwoners daalde in de periode 1991-2001 met 4,2% volgens cijfers uit de tienjaarlijkse volkstellingen van ISTAT.
| Jaar | Inwoneraantal |
| ---- | ------------- |
| 1991 | 11.830        |
| 2001 | 11.334        |

## Geografie
De gemeente ligt op ongeveer 490 m boven zeeniveau.
Ozieri grenst aan de volgende gemeenten: Ardara, Chiaramonti, Erula, Ittireddu, Mores, Nughedu San Nicolò, Oschiri (OT) en Pattada, Tula.

## Galerij

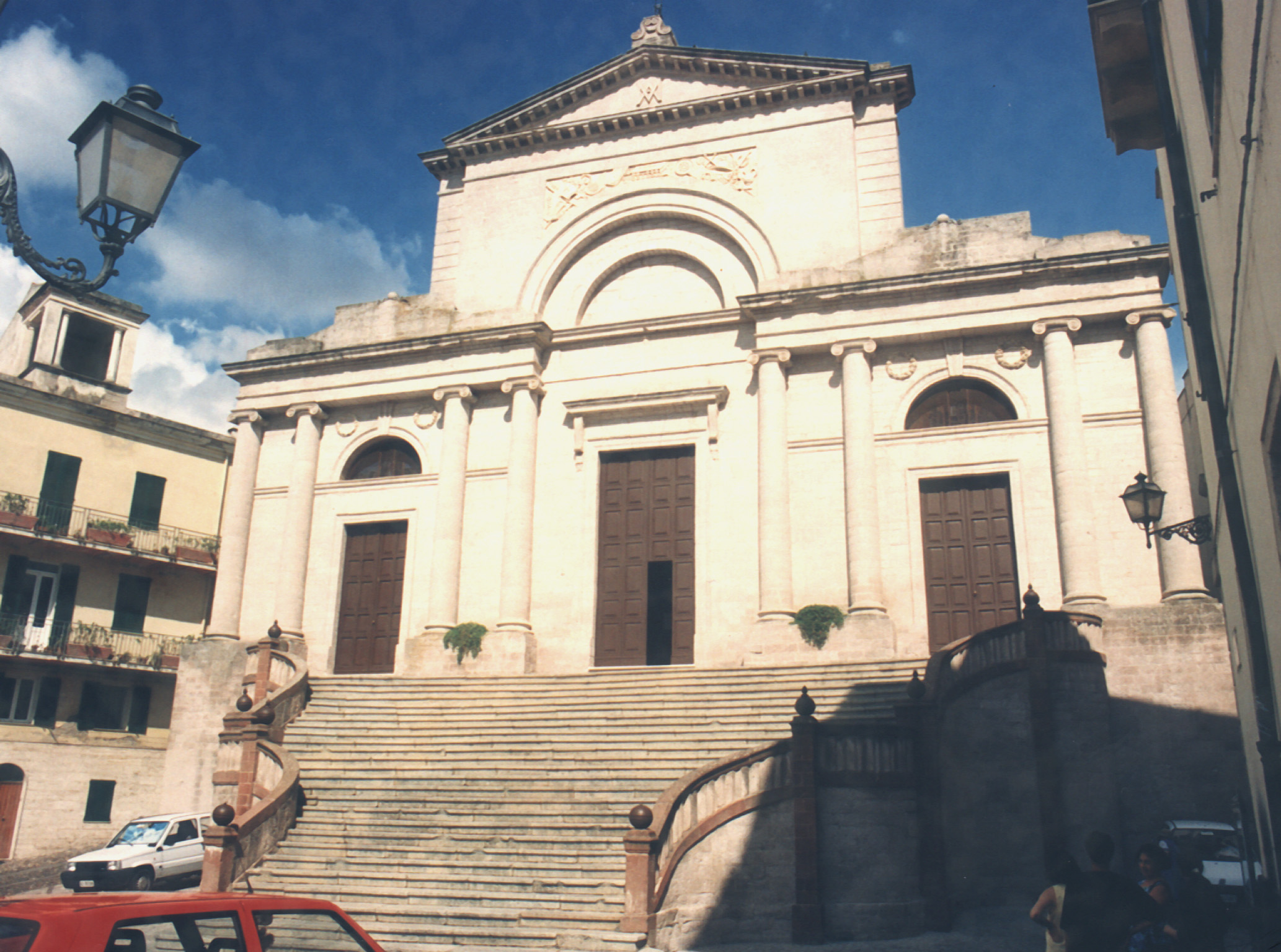
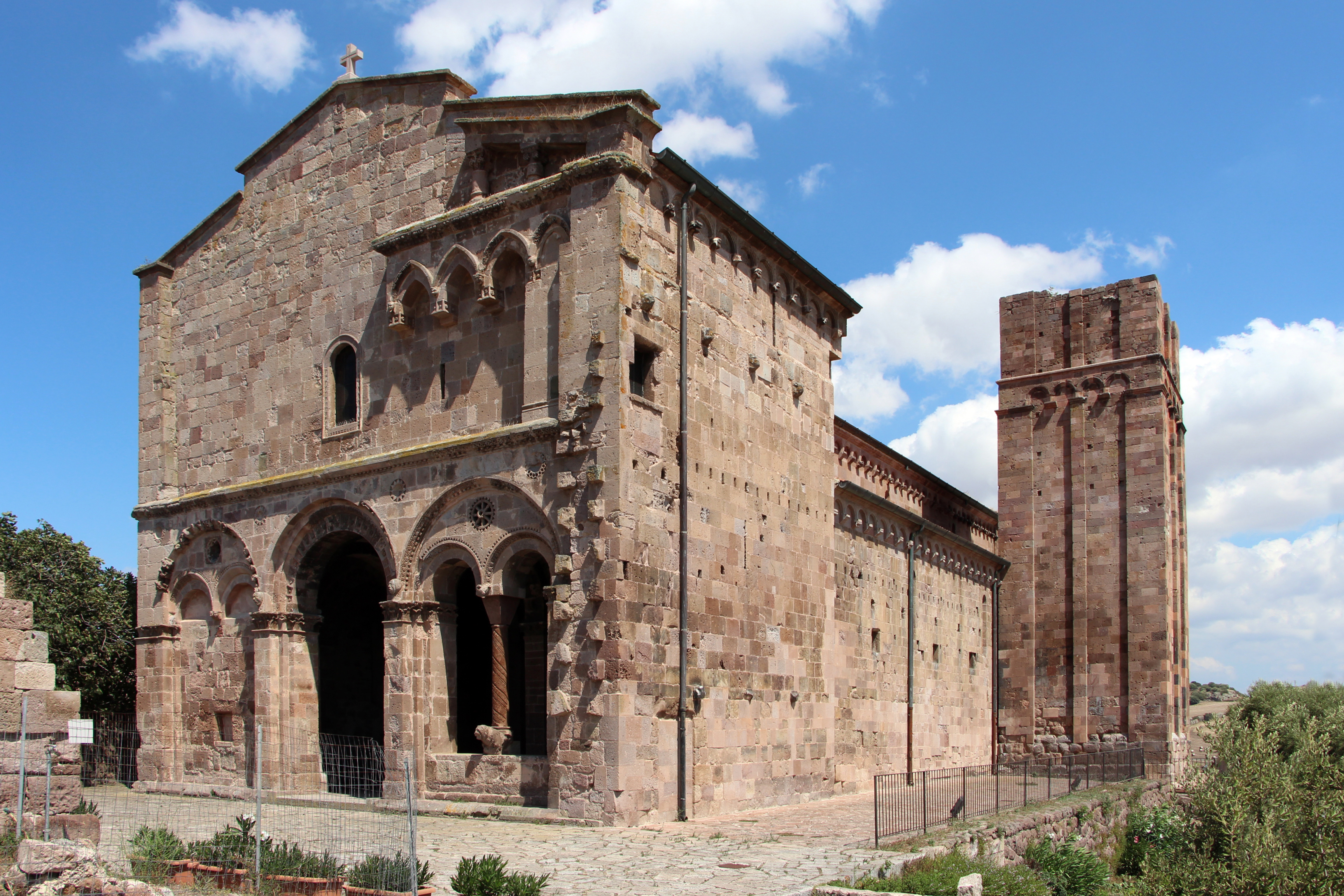
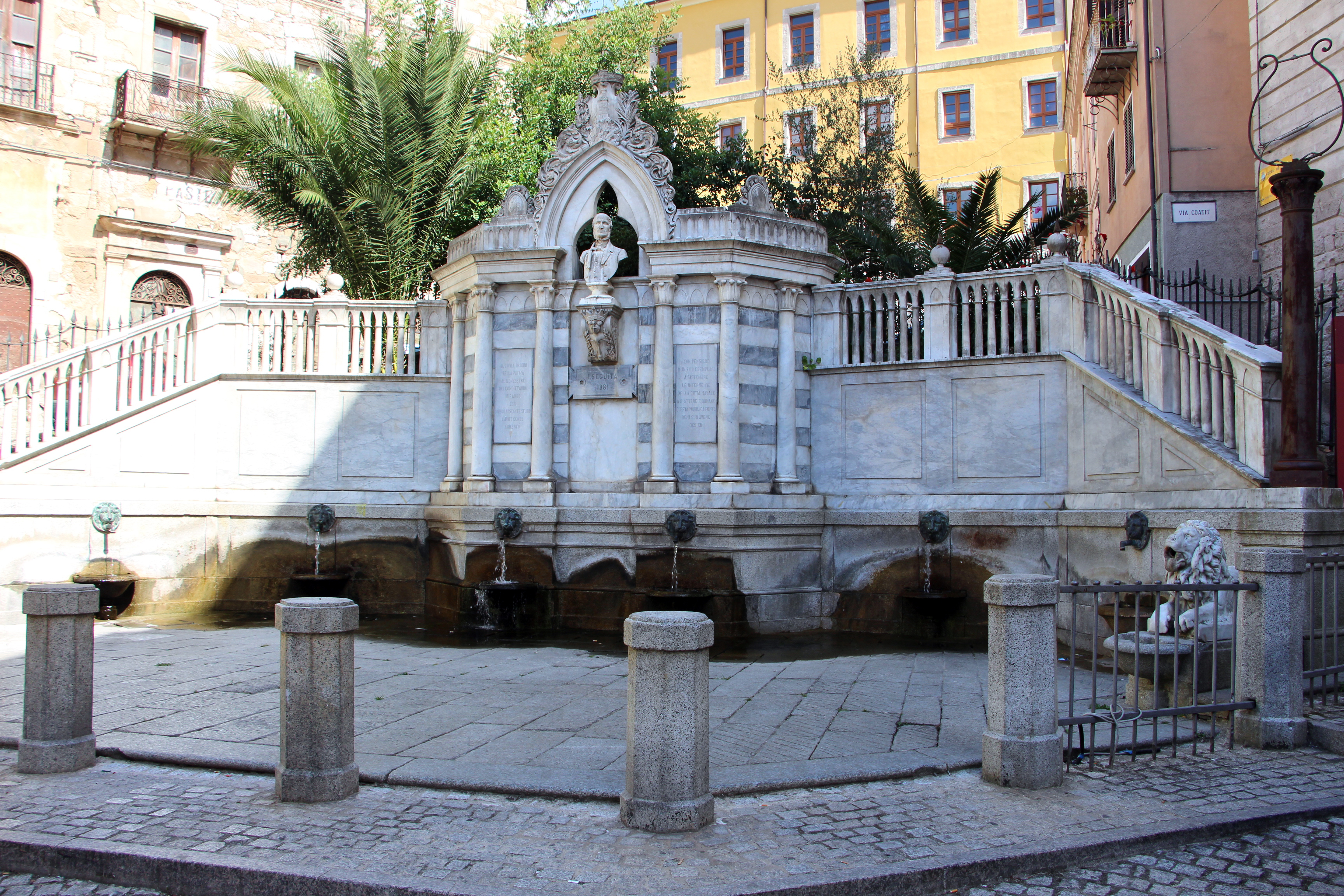